# Rosa Andersson

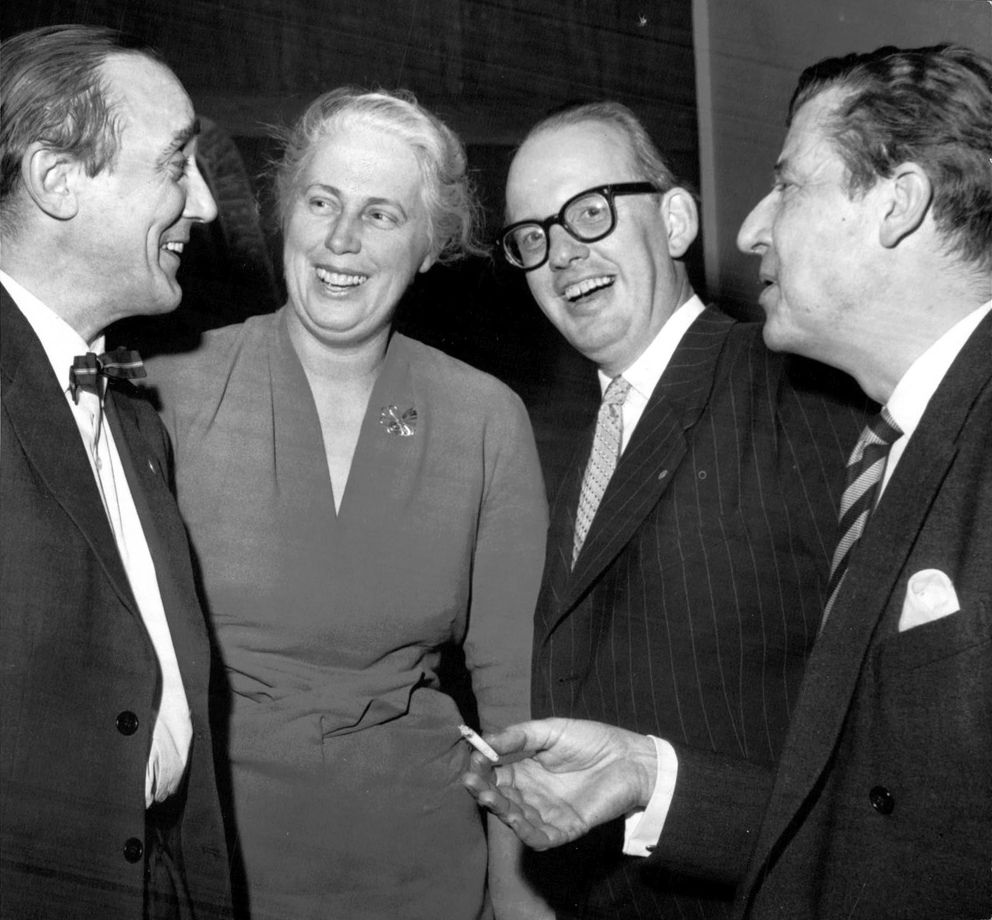
Rosa Andersson i samspråk med några herrar från Reklamförbundet.

Rosa Viola Andersson, född 6 juli 1908 i Malmö Sankt Pauli församling, död 25 juli 1994 i Lunds domkyrkoförsamling, var en svensk översköterska och socialdemokratisk politiker.
Andersson var ledamot av andra kammaren från 1961, invald i Södermanlands läns valkrets.  
Rosa Andersson är gravsatt i minneslunden på Norra kyrkogården i Lund.